# Jan Leonardi
Svatý Jan Leonardi (* 1541, Toskánsko - 9. října 1609, Řím) je katolický světec a kněz.

## Život
Jan se narodil v roce 1541 v obci Diecimo v Toskánsku, nedaleko města Lucca v severní Itálii. Nejprve pracoval v lékárně, roku 1571 byl vysvěcen na kněze. Soustředil se pak především na výuku křesťanské nauky dle směrnic, které zavedl Tridentský koncil, sestavil také příručku k vyučování náboženství.
V roce 1574 založil společnost kleriků Matky Boží, vedle vyučování se věnoval šíření úcty k Eucharistii. Papežem (tehdy jím byl Klement VIII.) mu bývaly svěřovány vizitace a duchovní obnova mnoha řeholních kongregací. V Římě podporoval zřizování nemocnic a škol. V roce 1603 položil základy misionářské studijní koleje. Z této koleje se později vyvinul papežský institut "de propaganda fidei" (dílo šíření víry). Zemřel 9. října 1609 v Římě. Svatořečen byl v roce 1938, liturgická památka se připomíná 9. října, ve výroční den jeho smrti.